# بردداک (نیوجرسی)
بردداک (به انگلیسی: Braddock) یک منطقهٔ مسکونی در ایالات متحده آمریکا است که در وینزلوو، نیوجرسی واقع شده‌است. بردداک ۴۰ متر بالاتر از سطح دریا واقع شده‌است.